# Schwandmühle
Schwandmühle ist ein Gemeindeteil der Gemeinde Ehingen im Landkreis Ansbach (Mittelfranken, Bayern). Schwandmühle liegt in der Gemarkung Lentersheim.

## Geografie
Die Einöde liegt am Lentersheimer Mühlbach, einem linken Zufluss der Wörnitz. Unmittelbar westlich des Ortes befindet sich der Lentersheimer See. Im Nordwesten grenzt das Schwandfeld an. Die Staatsstraße 2248 führt nach Lentersheim (0,7 km südöstlich) bzw. nach Ehingen (2,3 km westlich).

## Geschichte
Schwandmühle lag im Fraischbezirk des ansbachischen Oberamtes Wassertrüdingen. Gegen Ende des 18. Jahrhunderts gab es eine Untertansfamilie. Grundherr des Anwesens war das ansbachische Verwalteramt Röckingen. Von 1797 bis 1808 unterstand der Ort dem Justiz- und Kammeramt Wassertrüdingen.
Infolge des Gemeindeedikts wurde Schwandmühle dem 1809 gebildeten Steuerdistrikt und der Ruralgemeinde Lentersheim zugewiesen. Im Zuge der Gebietsreform in Bayern wurde Schwandmühle am 1. Mai 1978 nach Ehingen eingemeindet.

### Einwohnerentwicklung
| Jahr      | 001818 | 001840 | 001861 | 001871 | 001885 | 001900 | 001925 | 001950 | 001961 | 001970 | 001987 |
| Einwohner | 5      | 6      | 7      | 7      | 8      | 7      | 4      | 7      | 2      | 1      | *      |
| Häuser    | 1      | 1      |        |        | 1      | 1      | 1      | 1      | 1      |        | *      |
| Quelle    | [ 10 ] | [ 11 ] | [ 12 ] | [ 13 ] | [ 14 ] | [ 15 ] | [ 16 ] | [ 17 ] | [ 18 ] | [ 19 ] | [ 20 ] |

## Religion
Der Ort ist evangelisch-lutherisch geprägt und bis heute nach St. Michael (Lentersheim) gepfarrt. Die Einwohner römisch-katholischer Konfession waren ursprünglich nach Beatae Mariae Virginis (Großlellenfeld) gepfarrt, heute ist die Pfarrei Heilig Geist (Wassertrüdingen) zuständig.